# 윤슬 (가수)
윤슬(1989년 ~)은 대한민국의 가수다. 2015년 싱글 앨범 [꽃을이루다]로 데뷔했다.

## 방송
- 슈퍼스타K 7 (2015) - Top26

## 수상
- 2014년 제2회 파주 포크송 콘테스트 대상

## 음반
- Between The Cafes Vol.4 - Once In A Blue Moon (2014)
- 꽃을이루다 (2015)
- BC Street Box Project (2015)
- 이유들 (2016)
- 여름 가을 (2016)

## 공연
- 꽃과 여름 (유니콘X윤슬) (2019)